# Randriandratrimo

Randriandratrimo (env.1695 – env.1755) fut un Prince betsileo du Fisakàna, ayant régné sur la Principauté de Tsiakarandambo vers 1715 à 1755 environ.

## Famille
Randriandratrimo est l’aîné des enfants du roi Rivoekembahoaka Ier, issu de son union avec la princesse Andriambavizanaka, nièce du prince Andrianonimanjakanitany d’Andrantsay-Betafo (parent du Roi Andriamasinavalona de l’Imerina) dont la sœur, la princesse Ramanalina (et mère d’Andriambavizanaka) émigra dans le Fisakàna à la suite d'une mésentente avec son frère et son autre sœur, la princesse Ramanjaka. Son nom, Randriandratrimo, signifie littéralement « le noble enfant de Ratrimo » en hommage à son grand-père, le Roi Ratrimo, précurseur du Royaume.

## Histoire
En tant qu’aîné de Rivoekembahoaka Ier, Randriandratrimo était promis à la succession de son père. Seulement, certains faits décidèrent pour lui une autre destinée.
Un jour, une princesse antambahoaka du nom de Ramaitsomby, vint avec sa suite en Fisakàna pour s’y installer. Pour ce faire, et ayant repéré une hauteur qui lui convenait, la montagne de Tsiakarandambo, elle demanda l’assentiment du Roi du Fisakàna, qui y consentit moyennant que celle-ci parvienne à s'y implanter d'elle-même en gagnant la confiance du maître véritable des lieux de l'époque, le seigneur kalafotsy Rainidary, non soumis à l'autorité de Rivoekembahoaka, et de le chasser une bonne fois pour toutes. La princesse usa donc des talents d'orateurs de son peuple afin de séduire Rainidary et leur permettre de s'établir sur la montagne, ce que le seigneur fit. Une fois bien installée avec son peuple, elle chassa Rainidary et sa suite. Pour la gratifier ainsi que pour asseoir son autorité sur les suivants de Ramaitsomby, Rivoekembahoaka Ier décida de marier son fils aîné Randriandratrimo à la princesse antambahoaka, lui permettant d’avoir une mainmise sur les nouveaux migrants en tant que sujets du Royaume. Le prince devint ainsi le souverain de Tsiakarandambo. Ainsi naquit la Maison princière de Tsiakarandambo, issue de Randriandratrimo et de Ramaitsomby.
Randriandratrimo ne vécut pas assez longtemps pour prétendre à la succession de son père, dont la longévité était connue. Rivoekembahoaka Ier ne pouvait non plus céder son trône à la Maison de Tsiakarandambo, du fait de la survivance de l’un de ses propres fils légitimes, Andrianandrianina, prince de Miarinkanjaka, et que les droits de ce dernier prévalent sur ceux d’arrière-petits-enfants (descendants de Randriandratrimo). Andrianandrianina monta donc sur le trône du Fisakàna du vivant même de Rivoekembahoaka Ier, vers 1785. Sa lignée, la Maison de Miarinkanjaka, s’éteignit à la mort de Rivoekembahoaka II et de ses enfants, en 1808.
Dès lors, la Maison de Tsiakarandambo, jadis branche cadette de la famille royale, fait, en principe, de nos jours, office de famille royale du Fisakàna.

## Anecdote: Étymologie du nom «Tsiakarandambo»
La tradition voudrait que, lors d’une allocution (Kabary) officielle, Randriandratrimo fut dérangé par un sanglier, voire une horde de sangliers. Cette interruption l'aurait mis dans une colère telle qu’il avait institué que, dorénavant, aucun animal de la race porcine ne pouvait arpenter la colline. Depuis cet incident, sa colline fut baptisée Tsiakarandambo (là où les sangliers ne peuvent monter).
La croyance populaire s’est maintenue à ce jour. Elle prétend que, si l’on transgresse le sacrilège, il serait impossible aux transgresseurs de parvenir au sommet de la colline et que ces derniers seraient foudroyés durant leur tentative d’ascension.